# Dioskur (Gegenpapst)
Dioskur (* in Alexandria; † 14. Oktober 530 in Rom) war im Jahr 530 Gegenpapst.
Dioskur stammte wahrscheinlich aus dem oströmischen Reich. Bereits vor 514 bekleidete er hohe Kirchenämter unter Papst Symmachus, später ebenso unter Hormisdas.
Weil Dioskur über sehr gute Griechischkenntnisse verfügte und die Gepflogenheiten in Ostrom besser kannte als andere, wurde er 519 der führende Unterhändler bei den Verhandlungen zur Beendigung des Akakianischen Schismas in Konstantinopel. Als Papst Felix III. (IV.) 530 verstarb, war er der aussichtsreichste Kandidat für dessen Nachfolge.
Tatsächlich wurde er am 22. September 530 von der Mehrheit des Klerus zum Papst gewählt; eine antibyzantinische Minderheit ernannte jedoch zeitgleich den von Felix empfohlenen Goten Bonifatius II. zum Nachfolger des Verstorbenen. Nur der frühe Tod Dioskurs (Mitte Oktober 530) ließ Bonifatius als einzigen Papst übrig und beendete das Schisma.
Gerade am Beispiel Dioskurs lässt sich die Problematik des Begriffes „Gegenpapst“ verdeutlichen: er wurde von der Mehrheit der Kirche gewählt. Nur die Tatsache, dass Bonifatius im Dezember 530 alle Kleriker zwang, ihren „Fehler“ einzugestehen und Dioskur im Nachhinein zu verdammen, brachte letzterem dann den Titel „Gegenpapst“ ein.